# Ramata-Toulaye Sy
Ramata-Toulaye Sy (Parigi, 1986) è una regista e sceneggiatrice francese di origine senegalese.
Ha guadagnato fama internazionale con il suo cortometraggio Astel (2021), vincitore del premio Share Her Journey al Toronto International Film Festival del 2021, il SACD Award e il premio speciale della giuria al Festival international du court métrage de Clermont-Ferrand del 2022.
Il suo primo lungometraggio, Banel et Adama (2022) è stato presentato in concorso al Festival di Cannes 2023.

## Biografia

### Formazione
Ramata-Toulaye Sy è nata a Parigi nel 1986 da genitori senegalesi. Si è laureata alla scuola di cinema parigina La fémis nel 2015. Nel 2013 ha ricevuto una menzione al Premio Sopadin destinato ai migliori sceneggiatori per il suo progetto di lungometraggio Dans la cour des grands.
Dopo la laurea ha iniziato a scrivere sceneggiature lavorando in piccoli team con registi esperti. Nel 2018 ha collaborato alla sceneggiatura di Sibel, diretto dalla regista turca Çagla Zencirci e dal regista francese Guillaume Giovanetti, presentato al Locarno Film Festival 2018 e vincitore di numerosi premi cinematografici. Il film è incentrato sul dramma di una giovane donna muta, rifiutata dai compaesani di un villaggio di montagna della Turchia, che usa per comunicare un linguaggio ancestrale dei fischi.

#### Sceneggiature
Nel 2019 ha collaborato con Atiq Rahimi nella sceneggiatura di Notre-Dame du Nil, premiato alla Berlinale 2020, basato sul pluripremiato romanzo omonimo di Scholastique Mukasonga, che racconta la storia di un gruppo di studentesse ruandesi in un collegio cattolico belga nel 1973. Per questo lavoro si è anche occupata del processo di casting e della preparazione delle riprese in Ruanda. Secondo quanto da lei stessa affermato, queste esperienze le hanno permesso di “maturare”, di “migliorare la sua riflessione sul cinema” e, soprattutto di scoprire a quale tipo di cinema aspirava come regista.

#### Astel(2021)
Nel 2021 Sy ha diretto Astel, il suo primo cortometraggio, della durata 24 minuti. L'idea le è venuta nella primavera del 2020, durante il primo lockdown dovuto alla pandemia di COVID-19. Girato a Podor, nel Fouta Toro, la regione settentrionale del Senegal da cui provengono i suoi genitori, il film, privo di dialoghi e interpretato da attori non professionisti, racconta il passaggio dall'infanzia all'età adulta di una tredicenne fulani che aiuta quotidianamente la sua famiglia a prendersi cura della mandria di mucche. Alle soglie della pubertà, il suo casuale incontro nel deserto con un pastore minaccia di farle perdere lo stretto legame che ha con il padre.
La produzione è stata presentata in anteprima al Toronto Film Festival, dove nel 2021 ha vinto l'IMDbPro Short Cuts Award. L'anno dopo ha ottenuto il premio speciale della giuria al Festival international du court métrage de Clermont-Ferrand 2022 e il Grand Prix all'Odense International Film Festival.

#### Banel et Adama(2022)
Con il suo primo lungometraggio, Banel et Adama, Sy ha messo in scena un'altra storia di emancipazione femminile, sempre ambientata nel nord del Senegal. Racconta della storia d'amore di una coppia, entrata in conflitto con la propria famiglia e con la comunità del villaggio. La sceneggiatura è stata ricavata dalla sua tesi di laurea a La fémis.
Ha presentato questo film al 76º Festival di Cannes, dove è stato nominato per la Caméra d'Or, unica regista esordiente in corsa per la Palma.
Descritta come una femminista, Sy annovera tra i suoi modelli le scrittrici Maya Angelou, Toni Morrison e Chimamanda Ngozi Adichie.

## Filmografia

### Regia
- 2021: Astel (cortometraggio)
- 2022: Banel et Adama

### Sceneggiature
- 2018: Sibel
- 2019: Notre-Dame du Nil
- 2021: Astel (cortometraggio)

## Premi
- 2021: Toronto Film Festival - Astel IMDbPro Short Cuts Share Her Journey Award[2]
- 2022: Premio Speciale della Giuria e Prix SACD al Clermont-Ferrand – Astel Short Film Festival[2]
- 2022: Gran Premio Odense Short Film Festival – Astel (Miglior Cortometraggio)[2]